# Kramerzunft (Memmingen)

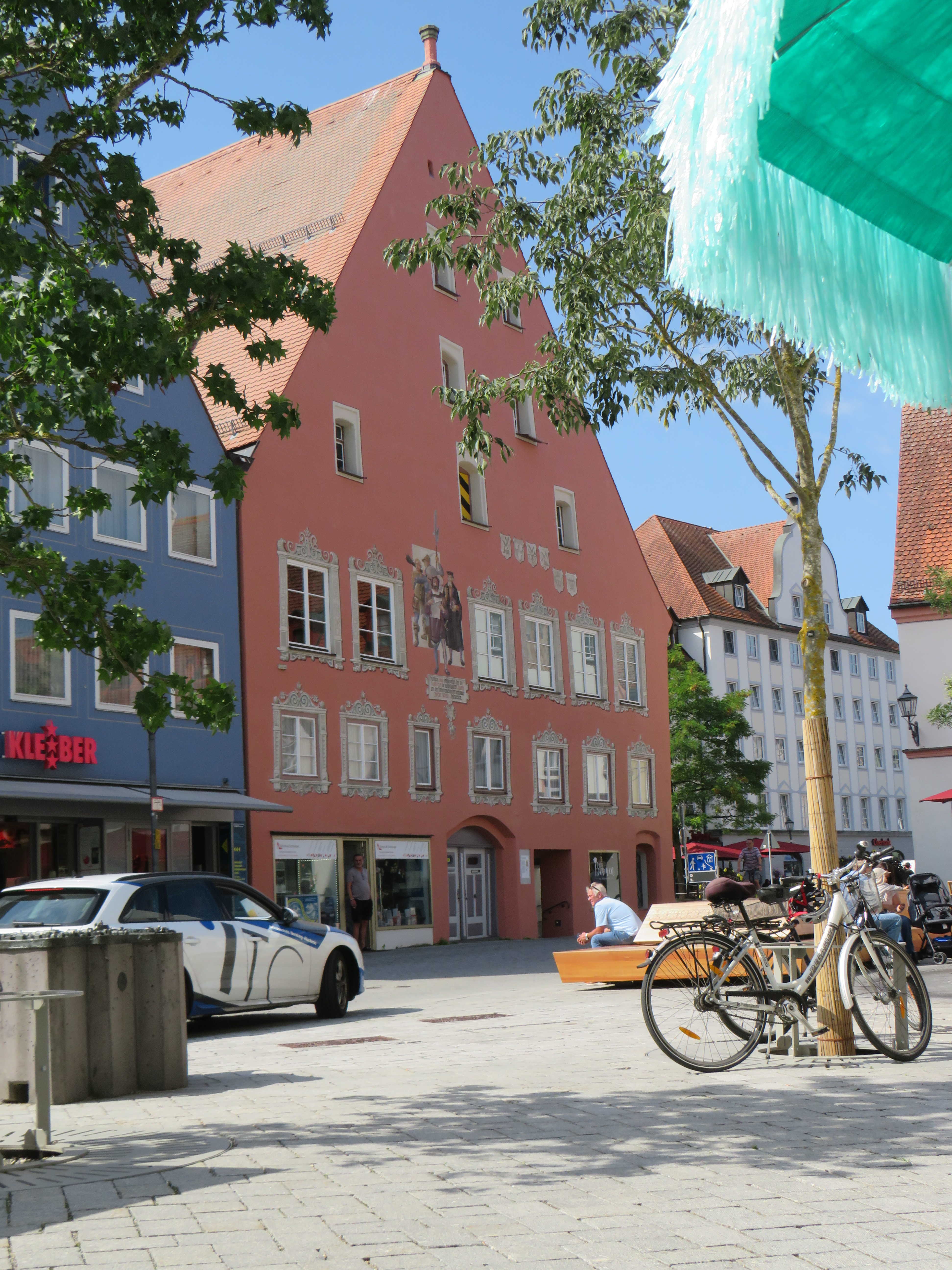
Nordostseite der Kramerzunft

Das Haus der Kramerzunft im oberschwäbischen Memmingen ist ein unter Denkmalschutz stehendes Gebäude aus dem 15. Jahrhundert. Dort fand die Versammlung der aufständischen Bauern im Deutschen Bauernkrieg 1524/25 statt, in der sie ihre Forderungen in den Zwölf Artikeln und der Bundesordnung festlegten. Die Aktion der Bauern gilt als die erste Verfassunggebende Versammlung auf deutschem Boden sowie als eine der frühesten Erklärungen von Menschenrechten. Das Haus hat die Adressen Weinmarkt 15 und Kreuzstraße 15.

## Lage

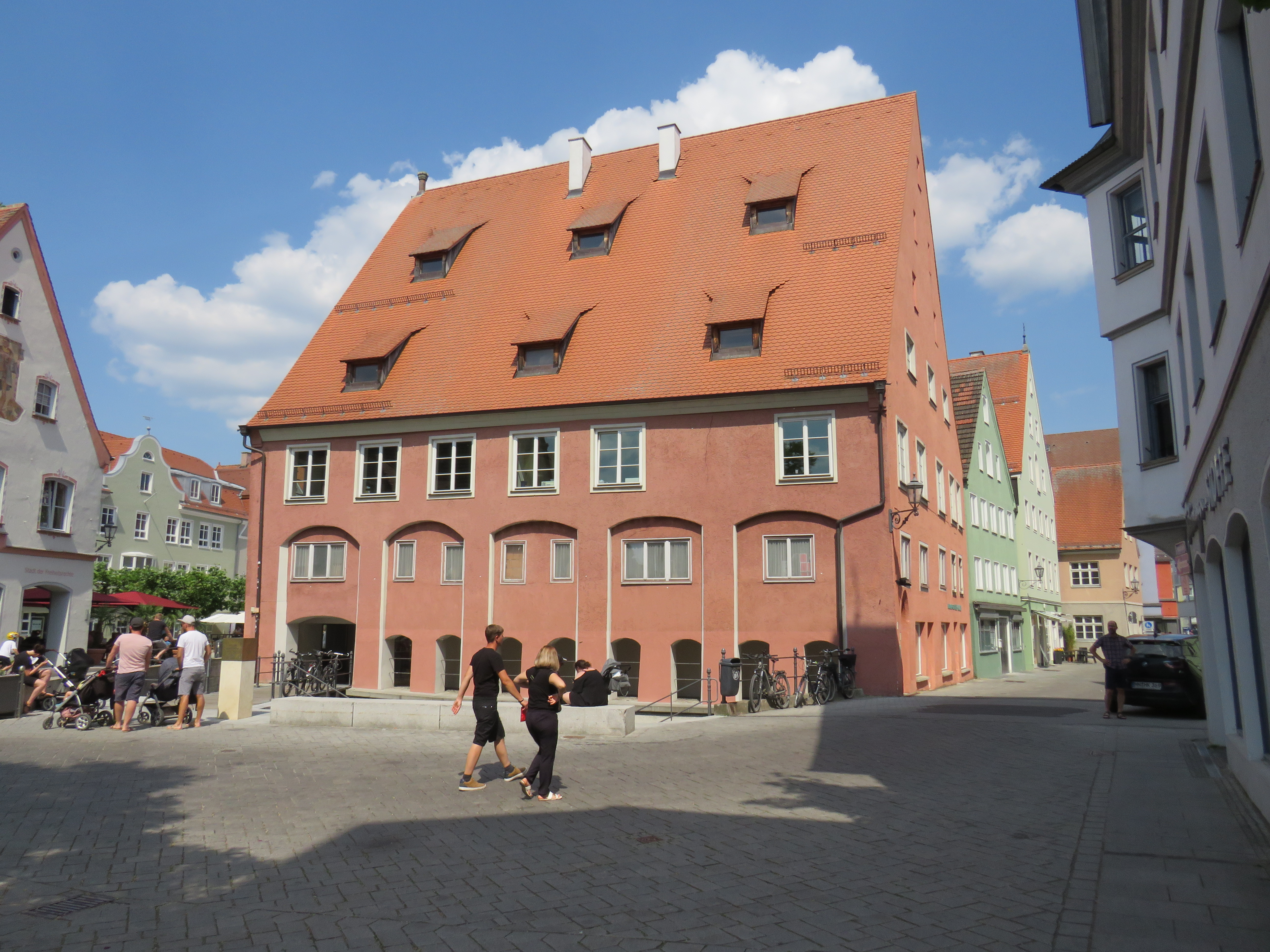
Südwestseite der Kramerzunft

Das Haus steht im verkehrsberuhigten Bereich der Memminger Altstadt. Die Nordseite ist dem Weinmarkt zugewandt, die Südseite der Kreuzstraße. Im Westen grenzt das Haus den Roßmarkt in Richtung Osten ab. Direkt an der Westseite verläuft die Memminger Aach, die innerhalb der Stadtmauern als Stadtbach bezeichnet wird.

## Geschichte

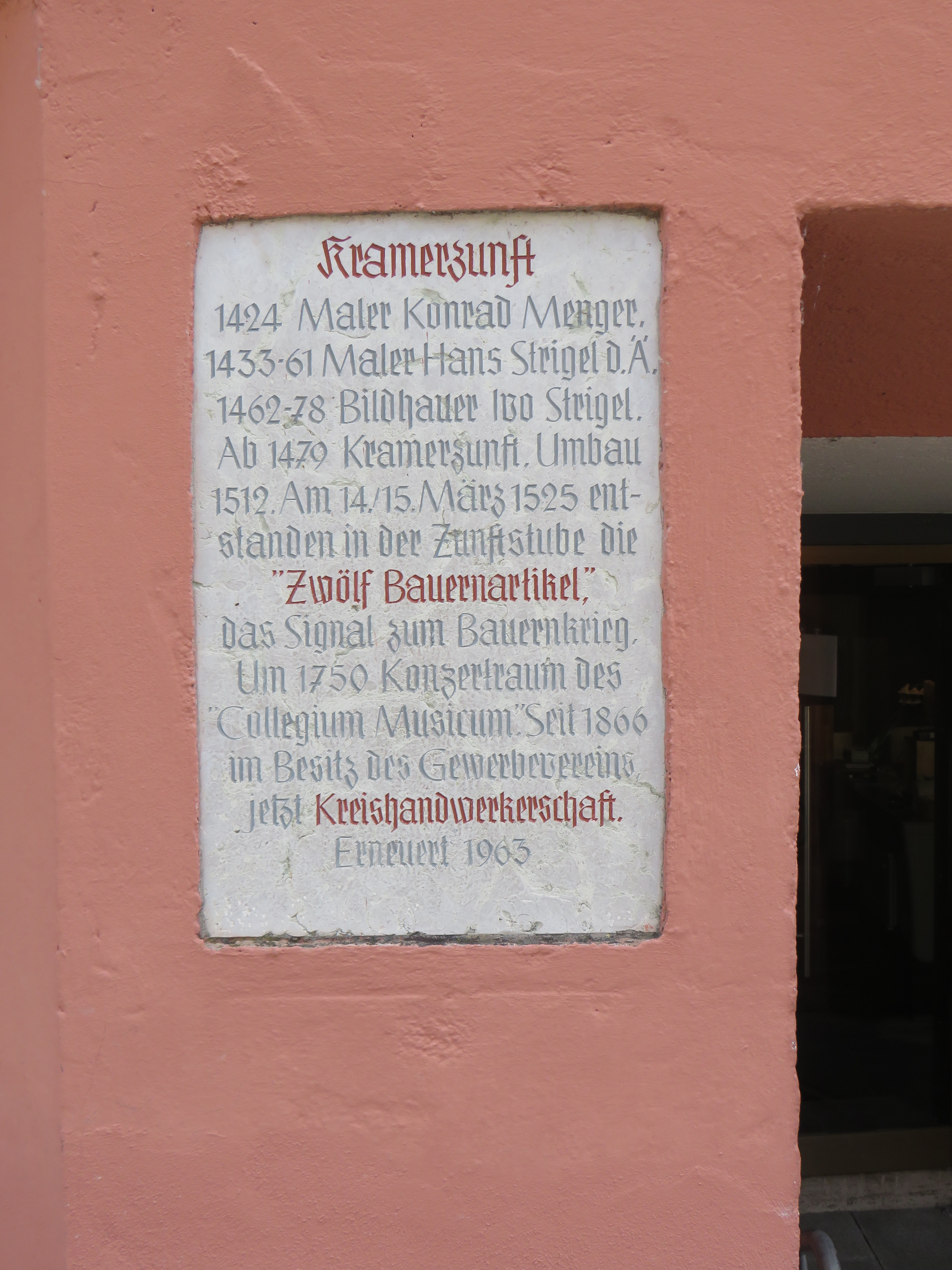
An der Nordseite eine Geschichtstafel

Das Haus befand sich von 1462 bis 1478 im Besitz des Künstlers Ivo Strigel. Ab 1479 gehörte es der Kramerzunft. Im zweiten Obergeschoss ließ diese 1512 einen großen Saal einrichten. Die Stadt Memmingen stellte das Haus im Jahre 1525 den oberschwäbischen Bauernhaufen als Versammlungsort zur Verfügung. Dort artikulierten sie die Zwölf Artikel sowie die Bundesordnung. Nach Aufhebung der Zünfte 1803 befand sich das Haus in Privatbesitz und wurde für Wohn- und Geschäftszwecke umgebaut und genutzt. Im 21. Jahrhundert erwarb die Kreishandwerkschaft Memmingen das Gebäude und sanierte es.
Für diese Sanierung wurde die Kreishandwerkerschaft Memmingen-Mindelheimn im Jahr 2008 mit der Denkmalschutzmedaille des Freistaates Bayern ausgezeichnet. Im Erdgeschoss befinden sich Einzelhandelsbetriebe, die oberen Stockwerke nutzt die Kreishandwerkschaft. 
Im Jahr 2020 wurde das Haus der Kramerzunft vom Bayerischen Landtag zusammen mit zwölf weiteren Orten als einer der „Orte der Demokratie in Bayern“ benannt. Auf Empfehlung eines wissenschaftlichen Beirates sollen damit Schauplätze, an denen bayerische Demokratiegeschichte geschrieben wurde, im öffentlichen Raum mit einem Gedenkobjekt sichtbar gemacht werden.

## Baubeschreibung
Das dreigeschossige Haus ist im Kern noch aus dem 15. Jahrhundert. Es steht an drei Seiten frei und besitzt ein Satteldach. Die unteren beiden Geschosse an der Westseite sind durch fünf stichbogige Blenden zusammengefasst. Dahinter befindet sich ein Durchgang mit stichbogigen Öffnungen zum Stadtbach hin. Die Nordseite zeigt ein modernes Bild der Bauernversammlung.
Im zweiten Geschoss befindet sich ein großer Saal mit profilierten Leisten an der Decke, die an den Enden mit Fischblasenmotiven verbunden sind. Die Zwickel der Flachdecke sind mit Flachschnitzereien in Rankenform verziert. Die Wandvertäfelung stammt aus dem 20. Jahrhundert. Die Türe besitzt einen reich geschnitzten Rahmen mit seitlich in Fialen auslaufenden Diensten. Über dem Türsturz befinden sich Kielbögen und Maßwerk. Ein Wandvorsprung an der Südseite des Saales trägt eine um 1512 angebrachte Wandmalerei mit kräftigen Ranken, Blumen und einer Blüte mit Halbfigur. Der Südteil des zweiten Geschosses besteht aus einem modern geteilten Saal mit einer Holzdecke auf oktogonalen Holzpfeilern.